# Каримова, Наталья Валерьевна
Ната́лья Вале́рьевна Кари́мова (28 февраля 1974, Ростов-на-Дону) — российская трековая и шоссейная велогонщица, в различных дисциплинах выступала за сборную России на всём протяжении 1990-х годов. Чемпионка мира, победительница и призёрша этапов Кубка мира, участница двух летних Олимпийских игр. На соревнованиях представляла спортивное общество «Динамо», заслуженный мастер спорта.

## Биография
Наталья Каримова родилась 28 февраля 1974 года в Ростове-на-Дону. Активно заниматься трековым велоспортом начала в раннем детстве, проходила подготовку в ростовском областном училище олимпийского резерва, тренировалась под руководством заслуженного тренера В. Н. Бугольцева. Состояла во всероссийском физкультурно-спортивном обществе «Динамо».
Первого серьёзного успеха добилась в 1994 году, когда приняла участие в женской шоссейной многодневной гонке «Вуэльта Майорки» и заняла в генеральной классификации второе место. Благодаря череде удачных выступлений удостоилась права защищать честь страны на летних Олимпийских играх 1996 года в Атланте — в индивидуальной гонке преследования закрыла десятку сильнейших.
Наиболее успешным в её спортивной карьере получился сезон 1997 года, на чемпионате мира в австралийском Перте она завоевала золото в гонке по очкам и получила награду серебряного достоинства в индивидуальном преследовании. Год спустя в тех же дисциплинах выиграла золото и серебро на этапах Кубка мира во Франции и Германии соответственно. Ещё через год в индивидуальной гонке преследования стала бронзовой призёршей этапов мирового кубка в США и Колумбии. Позже прошла квалификацию на Олимпийские игры 2000 года в Сидней — на сей раз показала в преследовании девятый результат.
Имеет высшее образование, окончила Краснодарский государственный институт физической культуры (ныне Кубанский государственный университет физической культуры, спорта и туризма). За выдающиеся спортивные достижения удостоена почётного звания «Заслуженный мастер спорта России».

### Статистика выступления наГранд-турах
| Гонка / Год          | 1997 | 1998 |
| -------------------- | ---- | ---- |
| Джиро д’Италия Донне | 49   | 60   |